# Роккескиль
Роккескиль (нім. Rockeskyll) — громада в Німеччині, розташована в землі Рейнланд-Пфальц. Входить до складу району Вульканайфель. Складова частина об'єднання громад Герольштайн.
Площа — 5,88 км2. Населення становить 234 ос. (станом на 31 грудня 2020).

## Галерея

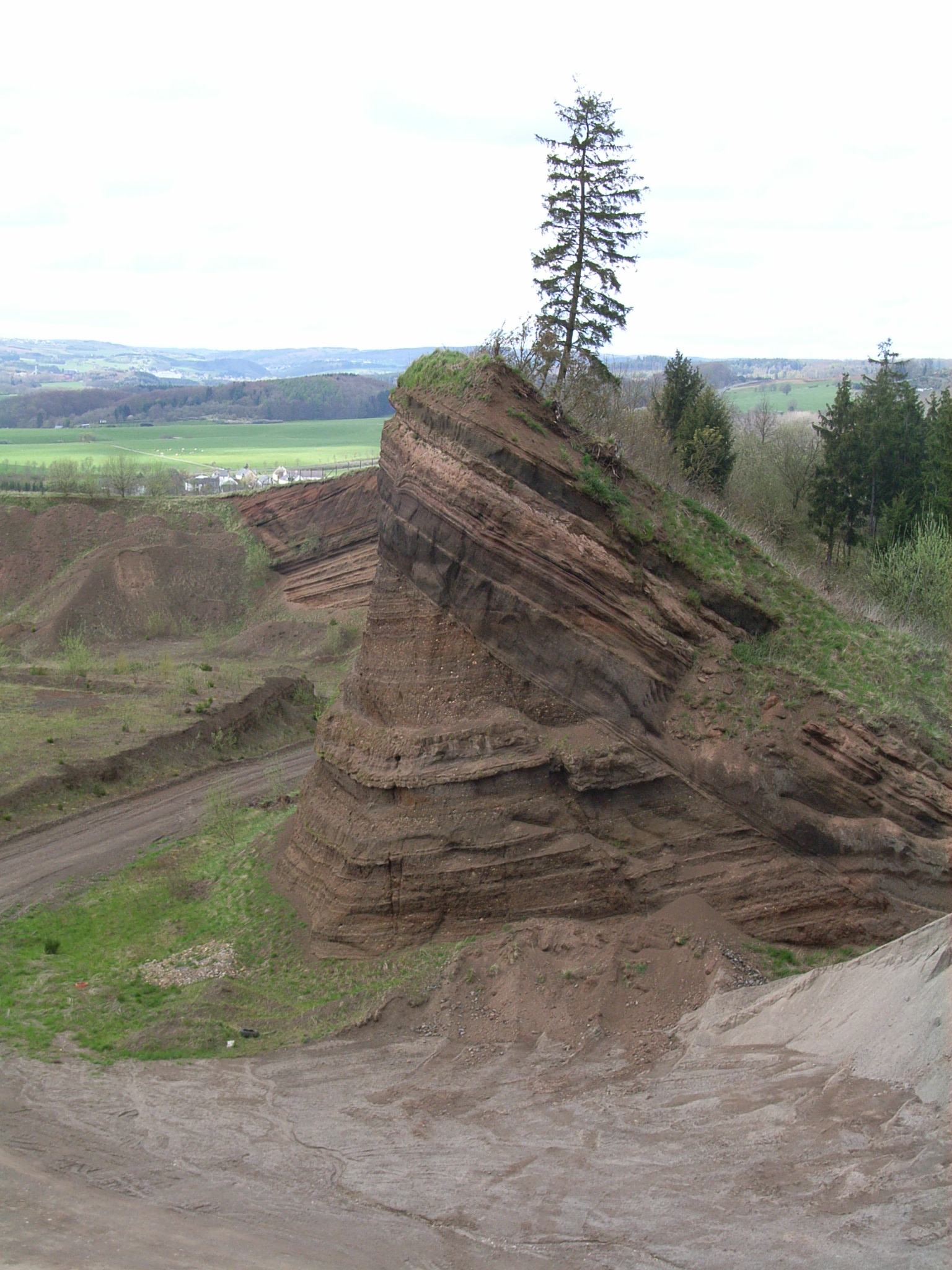
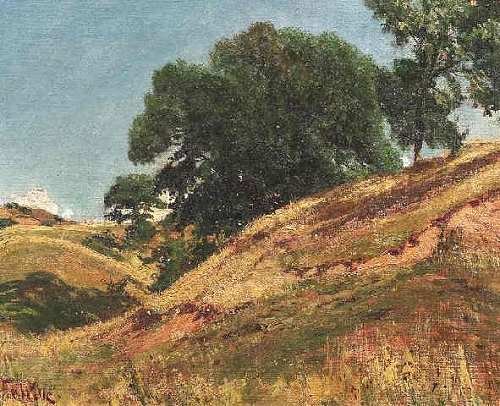